# Джеймс Макгілл Б'юкенен
Джеймс Макгілл Б'юкенен (англ. James McGill Buchanan Jr., 3 жовтня 1919, Марфрісборо, штат Теннессі — 9 січня 2013, Блексбург, Вірджинія) — американський економіст, лавреат Нобелівської премії (1986 р.) «за дослідження договірних і конституційних основ теорії прийняття економічних і політичних рішень». Один з засновників школи нової політичної економії.

## Біографія
Джеймс Б'юкенен вчився в Університеті Теннессі. Докторський ступінь отримав в Університеті Чикаго. Викладав в університетах Теннессі, Флориди і Вірджинському університеті. У 1962 році спільно з Г. Таллоком опублікував роботу «Розрахунок згоди» (The Calculus of Consent), в якій аналізується процес ухвалення економічних рішень змішаними методами економічних і політичних наук.
Президент Товариства «суспільного вибору» (1964). Лавреат премії Ф. Сейдмана (1984) і премій А. Сміта за двома версіями (1988 і 1991). На честь ученого названий Центр політичної економії Університету Джорджа Мейсона.
Помер 9 січня 2013 року.

## Нагороди
- 1986: Нобелівська премія з економічних наук за «розробку договірних і конституційних основ теорії прийняття економічних і політичних рішень».
- 2001: Почесний докторський ступінь Університету Франсіско Маррокіна в Гватемала-Сіті, Гватемала, за внесок в економіку.
- Національна гуманітарна медаль 2006 року «…нагороджує окремих осіб чи групу, чия робота поглибила розуміння нації гуманітарних наук і розширила взаємодію наших громадян з історією, літературою, мовами, філософією та іншими гуманітарними предметами».

## Публікації
- The Collected Works of James M. Buchanan by James M. Buchanan, at the Library of Economics and Liberty. Multi-volume work; copyrighted but free to read and access; fully searchable online. Includes:
- Public Principles of Public Debt: A Defense and Restatement, by James M. Buchanan, at the Library of Economics and Liberty
- The Calculus of Consent: Logical Foundations of Constitutional Democracy, by James M. Buchanan and Gordon Tullock, at the Library of Economics and Liberty
- Public Finance in Democratic Process: Fiscal Institutions and Individual Choice, by James M. Buchanan, at the Library of Economics and Liberty
- The Demand and Supply of Public Goods, by James M. Buchanan, at the Library of Economics and Liberty
- Cost and Choice: An Inquiry in Economic Theory, by James M. Buchanan, at the Library of Economics and Liberty
- The Limits of Liberty: Between Anarchy and Leviathan, by James M. Buchanan, at the Library of Economics and Liberty
- Democracy in Deficit: The Political Legacy of Lord Keynes, by James M. Buchanan and Richard E. Wagner, at the Library of Economics and Liberty
- The Power to Tax: Analytical Foundations of a Fiscal Constitution, by Geoffrey Brennan and James M. Buchanan, at the Library of Economics and Liberty
- The Reason of Rules: Constitutional Political Economy, by Geoffrey Brennan and James M. Buchanan, at the Library of Economics and Liberty
- Why I, Too, Am Not a Conservative: The Normative Vision of Classical Liberalism (2006)